# Grotte di Wookey Hole

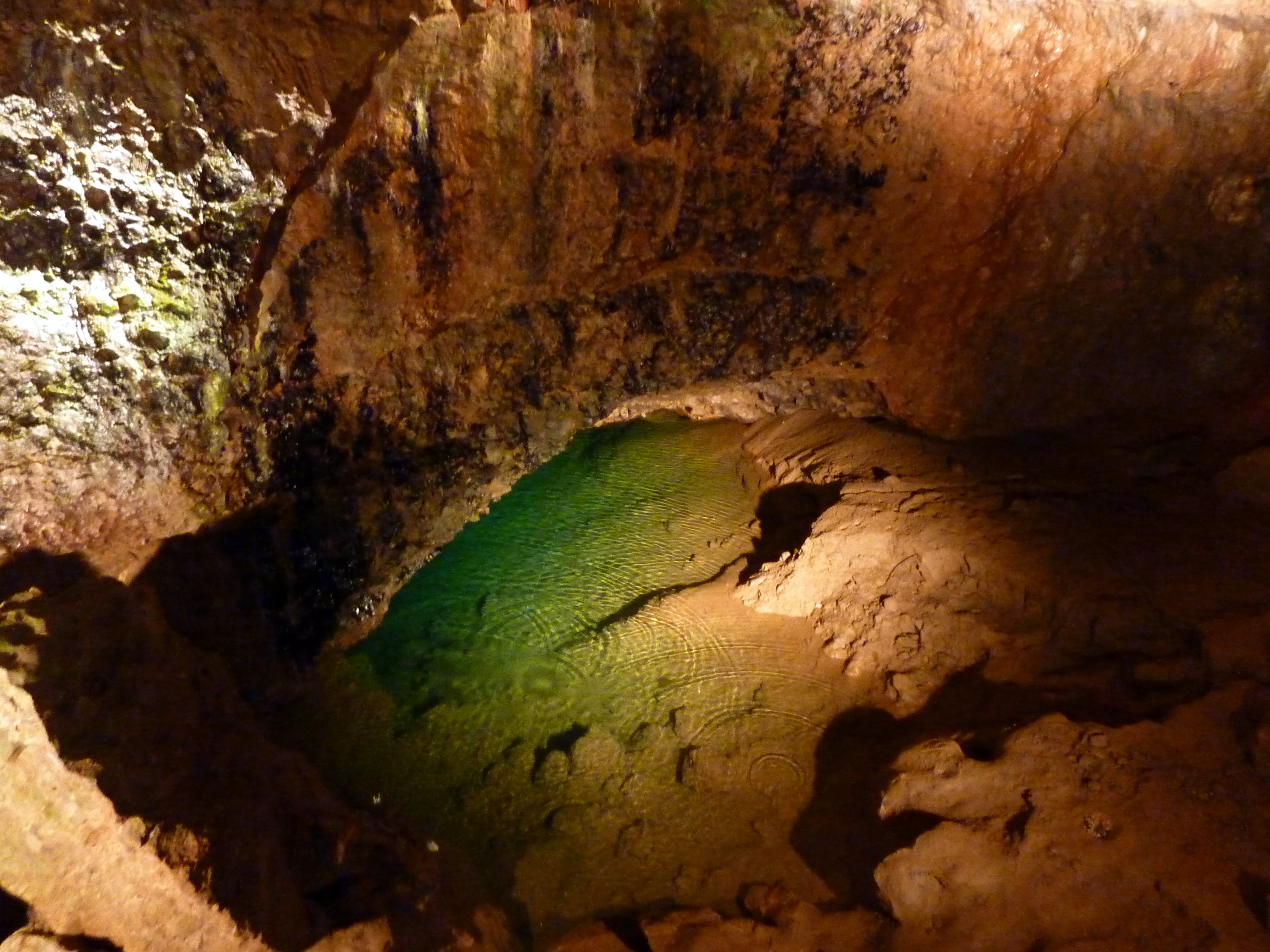
Una parte delle grotte di Wookey Hole

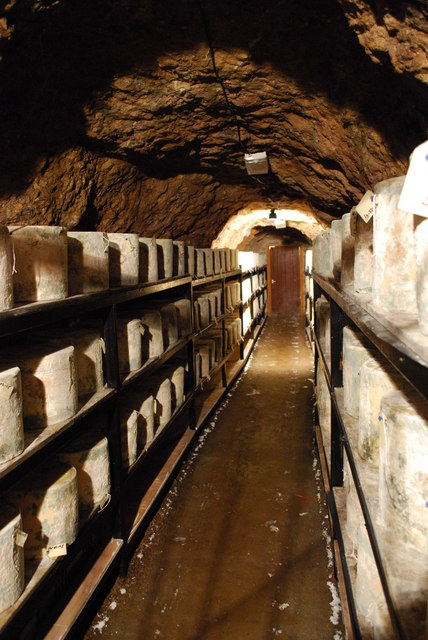
Forme di Cheddar conservate nelle grotte di Wookey Hole

Le grotte di Wookey Hole (in inglese: Wookey Hole Caves) sono un insieme di grotte situate nei pressi del villaggio inglese di Wookey Hole (parrocchia civile di St Cuthbert Out), nel distretto di Mendip (Somerset, Inghilterra sud-occidentale), scavate nelle Mendip Hills dal corso del fiume Axe.
Le grotte erano abitate da uomini e animali sin da un'epoca risalente a circa 50.000 anni prima di Cristo (o 70.000, secondo altre fonti).

## Geografia
Le grotte si trovano nel versante meridionale delle Mendip Hills.
Le grotte sono attraversate dal fiume Axe, che da qui raggiunge altre cavità quali Swildon's Hole e St Cuthbert's Swallet.

## Descrizione
Il complesso si compone di 25 grotte (quelle sinora scoperte).
Nelle grotte di Wookey Hole si trovano varie stalattiti e stalagmiti, un laghetto sotterraneo e fiumi sotterranei.
Tra i punti di maggiore interesse delle grotte vi è la Camera 9, conosciuta anche come "Cathedral Cave", che rappresenta il luogo più famoso per gli appassionati di immersione sotterranea.
Nelle grotte è stato inoltre realizzato un museo sulla storia delle grotte, un parco giochi e vi si trovano delle riproduzioni di dinosauri realizzati.

## Storia
In epoca preistorica, le grotte di Wookey Hole rappresentavano un posto confortevole per uomini e animali. Secondo gli archeologi, sarebbero state la dimora di uomini e iene in un'epoca compresa tra i 35.000 e i 25.000 anni prima di Cristo.
Anche i Celti si sarebbero stabiliti nei pressi dell'entrata delle grotte per circa 600 anni, mentre in epoca romana sarebbero state un importante sito minerario.
Tuttavia non si conosce molto riguardo alla storie delle grotte di Wookey Hole sino almeno al XVIII secolo, quando furono esplorate dal poeta Alexander Pope, che in quell'occasione fu colpito in testa da numerose stalattiti.
In seguito, nel 1857 furono rinvenuti da alcuni lavoratori che stavano scavando un canale nei pressi delle grotte reperti riconducibili alla presenza umana in epoca preistorica, oltre ad ossa di iene, mammuth, grossi felini preistorici e mammiferi simili a rinoceronti.
Nel 1912, l'archeologo Herbert Balch rinvenne nelle grotte di Wookey Hole uno scheletro completo di donna, i resti di alcune capre, utensili, un pugnale e una brocca in alabastro.
Fino al 1935 le grotte erano state esplorate sino alla Camera 3. Fu in quell'anno infatti che due sommozzatori guidati da Graham Balcombe si addentrarono per la prima volta nella Camera 4. Lo stesso Balcombe sempre nel 1935 raggiunse anche la Camera 7.
In seguito, nel 1949, Balcombe, equipaggiato con dotazioni di ossigeno della seconda guerra mondiale, raggiunse assieme ad alcuni colleghi la Camera 9, la cosiddetta "Cathedral Cave".
Il 29 settembre del 2004, fu realizzato nelle grotte di Wookey il record di immersione sotterranea in Gran Bretagna da parte di due sommozzatori, John Volanthen e Rick Stanton che raggiunsero la profondità di 76 metri.

## Clima
La temperatura media all'interno delle grotte è di 11 °C.

## Fauna
Nelle grotte vivono specie animali quali pipistrelli, rane, anguille e gamberi d'acqua dolce. Assenti sono invece i pesci.

## Leggende

### La strega di Wookey Hole
Secondo la leggenda, nelle grotte abiterebbe la strega di Wookey Hole, che sarebbe stata trasformata in stalagmite da un monaco dell'Abbazia di Glastonbury.

## Economia
Le grotte di Wookey Hole vengono utilizzate come luogo per la conservazione del formaggio Cheddar. .

## Trasporti
Le grotte di Wookey Hole sono raggiungibili in 10 minuti di autobus da Wells.